# クモ咬傷
クモ咬傷（クモこうしょう、英: Spider bite）は、クモに噛まれることで生じる外傷である。ほとんどのクモの牙は皮膚を貫通できないため、重大な咬傷になることはない。咬まれた箇所の周りに軽い症状がみられる場合がほとんどである。症状の発症は、咬まれてから30分から7日後におこる可能性がある。死亡に至る事例はまれであり、米国では年間3人未満である。
主な例外はゴケグモとドクイトグモの咬傷である。ゴケグモに噛まれた場合、局所または全身に痛み、発汗、筋肉のけいれん、頭痛、嘔吐などを伴うゴケグモ刺咬症を発症する可能性がる。ドクイトグモに噛まれた場合、始めは咬傷箇所に軽い痛みと発赤がみられ、進行すると皮膚の壊死や潰瘍につながるイトグモ刺咬症を発症する可能性がある。また、頭痛、嘔吐、発熱、赤血球の破壊がみられる場合もある。重度の症状がみられるこの他の咬傷生物には、オーストラリアジョウゴグモや南米ワタリグモなどがあげられる。診断は通常、症状とクモの目撃に基づいておこなわれる。
予防策としては、雑然としたものを片付けることと殺虫剤を使用することなどである。ほとんどの咬傷の治療は支持療法であり、痛みに対してはNSAIDs、かゆみに対しては抗ヒスタミン薬やステロイドクリームなどが用いられる。痛みがひどい場合はオピオイドが使用されることもある。ゴケグモ毒に対する抗毒素は存在するが、アナフィラキシーを引き起こす可能性があるため、米国では一般的には使用されていない。ジョウゴグモ毒に対する抗毒素は効果的に治療結果を改善する。ドクイトグモの咬傷は場合によっては、損傷した皮膚の患部を治療するために手術が必要になることがある。
クモ咬傷の報告は一般的である。しかしながら、過剰診断や誤診される可能性もある。多くの報告書では、実際に咬傷があったかどうかは不明である。中世では、タランティズムとして知られ、人々が激しく踊る症状はクモに噛まれたことが原因であると主張されていた。多くのクモの刺咬で壊死が起こると主張されているが、証拠によって裏付けられているのはドクイトクモの刺咬のみである。